# Guigo VI van Bourgondië
Guigo VI van Bourgondië ook bekend als Andreas van Bourgondië (1184 - 14 maart 1237) was van 1228 tot aan zijn dood dauphin van Viennois en graaf van Albon, Briançon, Grenoble en Oisans. 

## Levensloop
Hij werd onder de naam Andreas geboren als zoon van hertog Hugo III van Bourgondië en diens tweede echtgenote Beatrix van Albon. Na de dood van zijn moeder in 1228 erfde hij haar landerijen en nam hij de naam Guigo VI aan.
Tijdens zijn regeerperiode was Guigo VI een gulle beschermer van kloosters en hij kon zijn gebieden vooral via diplomatie en niet via oorlog uitbreiden. Ook richtte hij de Collegiale Sint-Andreaskerk van Grenoble op, waar hij en enkele van zijn opvolgers als dauphin van Viennois begraven werden.
In 1228 steunde Guigo Turijn in hun pogingen om handel te drijven met graaf Thomas I van Savoye zonder hoge invoertaksen te betalen. Door de betrokkenheid van Guigo bij het tot stand komen van het verdrag tussen Savoye en Turijn, besloten Guigo en Thomas een alliantie te sluiten en werd Guigo's zus Anna uitgehuwelijkt aan kroonprins Amadeus IV van Savoye.

## Huwelijk en nakomelingen
In 1202 huwde hij met Beatrix van Sabran (1182 - voor 1248), gravin van Gap en Embrun. Ze kregen volgende kinderen:
- Beatrix (1205 - voor 1248), huwde met heer Amalrik VI van Montfort

Omdat zijn eerste vrouw hem geen mannelijke nakomelingen kon schenken, liet Guigo VI zich in 1215 van haar scheiden en in 1219 hertrouwde hij met Beatrix (1210-1270), dochter van markgraaf Willem VI van Monferrato. Ze kregen twee zonen:
- Guigo VII (1225-1269), dauphin van Viennois
- Jan (1227-1239)